# Applied Energy
Applied Energy ist eine begutachtete wissenschaftliche Fachzeitschrift, die seit 1975 von Elsevier herausgegeben wird. Chefredakteure sind Zita A. Vale und Jianzhong Wu.
Die Zeitschrift beschäftigt sich mit der Energietechnik, speziell der Energiewandlung und der Energieeinsparung. Darüber hinaus befasst sie sich mit dem bestmöglichen Einsatz von Energieressourcen, der Verringerung von Umweltverschmutzung bei deren Nutzung sowie mit nachhaltigen Energiesystemen. Im Fokus stehen sowohl Verbesserungen bei fossilen Energietechnologien als auch bei erneuerbaren Energien. Ebenfalls befasst sich die Zeitschrift mit den ökologischen, ökonomischen und sozialen Folgen von Energieversorgung und Energiepolitik, darunter u. a. der Reduktion des Schadstoffausstoßes in der Energiewirtschaft sowie dem Klimaschutz.
Der Impact Factor lag im Jahr 2020 bei 9,746, der fünfjährige Impact Factor bei 9,953. Damit lag das Journal beim Impact Factor auf Rang 9 von insgesamt 114 in der Kategorie „Energie und Treibstoffe“ gelisteten wissenschaftlichen Zeitschriften und auf Rang 6 von 143 Zeitschriften in der Kategorie „chemische Ingenieurwissenschaften“.